# PR-токсин
PR-токси́н — сесквитерпеновый микотоксин, продуцируемый рядом видов рода Penicillium, в частности, Penicillium roqueforti.

## Свойства
Чистое вещество образует бесцветные кристаллы с температурой плавления 155—157 °C.
Нерастворимы в воде, гексане, соляной кислоте, натриевой щёлочи. Растворимы в хлороформе, тетрахлорметане, метаноле, этаноле, ацетоне, диэтиловом эфире, диоксане.
Ингибитор РНК-полимеразы, также ингибирует синтез белка, обладает мутагенным и, возможно, канцерогенным действием.
Максимум светопоглощения — при 249 нм.
В сырах, при производстве которых используется Penicillium roqueforti, не обнаруживается, поскольку, по-видимому, реагирует с аминокислотами с образованием менее токсичного имина и имида.

## История
Структура вещества была определена в 1975 году.

## Биосинтез
PR-токсин образуется из сесквитерпена аристолохена. Наличие аристолохена среди летучих метаболитов, продуцируемых штаммом гриба, используется для диагностирования способности к образованию токсина.